# جواو باتيستا نونيز
جواو باتيستا نونيز (بالبرتغالية: João Batista Nunes de Oliveira‏) (20 مايو 1954 في البرازيل - ) هو لاعب كرة قدم برازيلي في مركز الهجوم. شارك مع منتخب البرازيل لكرة القدم. أما مع النوادي، فقد لعب مع أتلتيكو مينييرو وبوتافوغو ريغاتاس ونادي بوافيشتا ونادي سانتوس ونادي فلامنغو ونادي فلومينينسي ونادي مونتيري وKF Luftëtari ‏ ونادي فولتا ريدوندا ونادي سانتا كروز وديسبورتيفا كونفيانكا ‏ ونادي ناوتيكو.

## وصلات خارجية
- جواو باتيستا نونيز على موقع الاتحاد الأوربي (الإنجليزية)
- جواو باتيستا نونيز على موقع قاعدة بيانات كرة القدم.إي يو (الإنجليزية)
- جواو باتيستا نونيز على موقع ناشيونال فوتبول تيمز (الإنجليزية)